# Ε-Aminocapronsäure
ε-Aminocapronsäure ist eine synthetische chemische Verbindung aus der Gruppe der Aminosäuren und ein Lysinanalogon.

## Eigenschaften
ε-Aminocapronsäure ist ein brennbarer weißer geruchloser Feststoff, der leicht löslich in Wasser ist. Er zersetzt sich bei Erhitzung über 207–209 °C.

## Verwendung
ε-Aminocapronsäure wird als Antifibrinolytikum verwendet und ist eine Zwischenstufe bei der Polymerisation von ε-Caprolactam zur Polyamidfaser.